# Българско неделно училище „Паисий Хилендарски“ (Атина)
Българското неделно училище „Паисий Хилендарски“ e училище на българската общност в Атина, Гърция. Преподават се български език и литература, история и география на България, както и предметите „Роден край“ и „Човек и общество“. Резултатите от обучението се въвеждат в Национален регистър на неделните училища. Свидетелствата за завършен клас се признават в България.

## История
Училището е създадено през 2009 година. от Гръцко–българското сдружение за култура „Паисий Хилендарски“.